# ヨニ・アホ
ヨニ・アホ（Joni Aho、1986年4月12日 - ）は、フィンランド出身元のサッカー選手である。現役時代のポジションは右サイドバック。

## 経歴

### クラブ
アホの故郷は、フィンランド南部、西スオミ州の州都トゥルクにほど近い小都市カーリナである。アホの所属したインテル公式サイトに拠れば、アホは2005年にカーリナから更に南へ10キロほど離れた観光都市ナーンタリのクラブVG-62で1年を過ごしている。アホがFCインテル・トゥルクに移籍したのは2006年の事で、同年8月以降はレギュラーとして活躍した。インテルはアホ加入から3年後の2008年シーズンに初のリーグ優勝を果たした。2009-10シーズンのUEFAチャンピオンズリーグでアホはヨーロッパの舞台に初登場した。予選2回戦からの出場であったが、インテルはモルドバチャンピオンのFCシェリフ・ティラスポリに2戦合計0-2のスコアで敗れた。インテルの失点はいずれもペナルティキックによるものであり、アホのチャンピオンズリーグ初挑戦は不運な形で幕を閉じた。
2013年4月2日、アホはパイヤト＝ハメ県に本拠を置くFCラハティへ移籍した。
2014年、FCインテル・トゥルクに復帰した。

### フィンランド代表
2009年、インテルでの活躍もあり、アホはスチュワート・バクスター率いるフィンランド代表に初選出された。アホの代表初出場は2009年2月4日の親善試合、対日本戦で、フィンランドはこの試合5失点を喫して敗れている。同じく2009年、アホは21歳以下フィンランド代表にも選出されている。アホ擁するフィンランドはデンマークやスコットランドといった強豪ひしめくU-21欧州選手権予選を勝ち抜き、同国史上初の本大会出場権を手に入れた。迎えた本大会、アホはグループステージ2試合にフル出場したが、イングランド、ドイツ、スペインといった強豪の前にフィンランドは3戦全敗で敗れ去った。アホは3戦目のスペイン戦でスタメンを外れ、ピッチの外で終戦を迎えた。